# Ceuthophilus tinkhami
Ceuthophilus tinkhami is een rechtvleugelig insect uit de familie grottensprinkhanen (Rhaphidophoridae). De wetenschappelijke naam van deze soort is voor het eerst geldig gepubliceerd in 1936 door Hubbell.